# آتور ۲ - اوریون شکست‌ناپذیر
آتور ۲ - اوریون شکست‌ناپذیر (ایتالیایی: Ator 2 – L'invincibile Orion) که در کشورهای انگلیسی‌زبان به نام استاد شمشیرزنی (انگلیسی: The Blade Master) منتشر شد، یک فیلم شمشیر و صندل ایتالیایی است که در سال ۱۹۸۲ منتشر شد.

## گزیدهٔ بازیگران
- مایلز اوکیف
- نلو پاتزافینی
- سالواتوره باکارو[۱][۴]
- لیسا فاستر
- دیوید براندن
- چارلز برومر